# نيرفانا في النار
نيرفانا في النار هو مسلسل دراما تاريخي صيني من بطولة هو غي، ليو تاو وكاي وانغ.عرض المسلسل في الفترة من 19 سبتمبر حتى 15 أكتوبر 2015.

## روابط خارجية
نيرفانا في النار على موقع IMDb (الإنجليزية)
- نيرفانا في النار على موقع كينوبويسك (الروسية)
- نيرفانا في النار على موقع قاعدة بيانات الفيلم (الإنجليزية)